# Niclosamide
Le niclosamide est l'anthelminthique de premier choix des infestations par vers plats du genre Taenia. Il n'est pas actif sur les vers ronds.
La spécialité pharmaceutique Trédémine contient du niclosamide.
Il fait partie de la liste des médicaments essentiels de l'Organisation mondiale de la santé (liste mise à jour en avril 2013).